# El tresor de Sierra Madre
El tresor de Sierra Madre (títol original en anglès: The Treasure of the Sierra Madre) és una pel·lícula estatunidenca de 1948 escrita i dirigida per John Huston basada en la novel·la de 1927 Der Schatz der Sierra Madre escrita per B. Traven. Aquesta protagonitzada per Humphrey Bogart, Walter Huston, Robert Blake, Tim Holt, Bruce Bennett i Barton MacLane. Ha estat doblada al català.
El tresor de Sierra Madre va ser una de les primeres pel·lícules de Hollywood a filmar-se en localització fora dels Estats Units específicament Mèxic (als paisatges de l'estat de Durango, carrers de Tampico, zones rurals de Coatepec de Morelos i San Miguel Chichimequillas al municipi de Zitácuaro, (Michoacán, Mèxic), encara que moltes escenes van ser filmades en l'estudi i en altres llocs dels Estats Units.

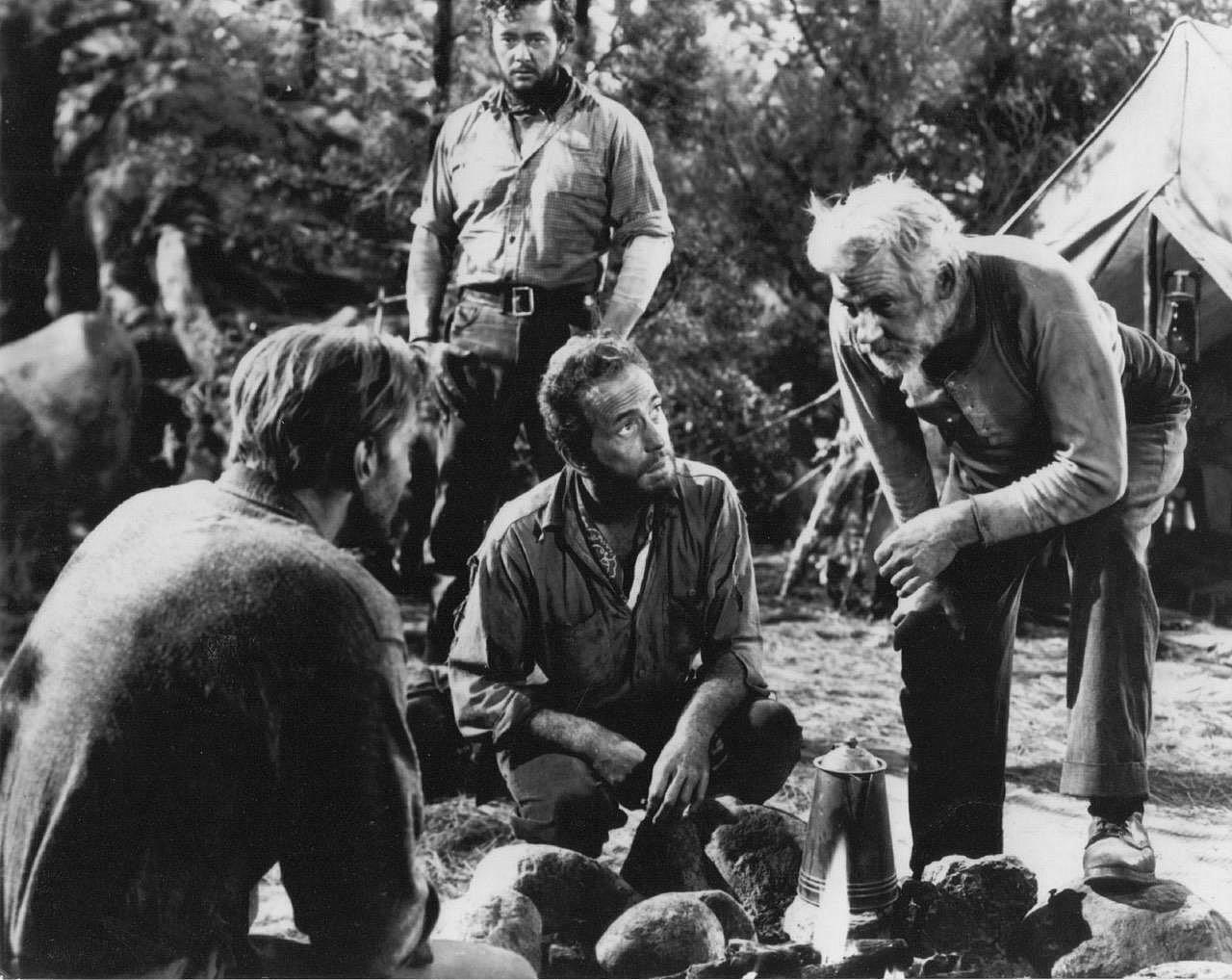
Bruce Bennett (abans "Herman Brix"), Tim Holt, Humphrey Bogart i Walter Huston

Guanyadora de 3 Premis Oscar i 3 Globus d'Or, El tresor de Sierra Madre va ser considerada «cultural, històrica i estèticament significativa» per la Biblioteca del Congrés dels Estats Units i seleccionada per al seu preservació al National Film Registry el 1990. És el top 05 de les 100 millors pel·lícules d'acció de tots els temps per GQ.

## Trama
El 1925, a la ciutat mexicana de Tampico, Fred C. Dobbs (Humphrey Bogart) i Bob Curtin (Tim Holt), dos rodamons estatunidencs sense recursos, són reclutats pel contractista Pat McCormick (Barton MacLane) com a peons per a ajudar a construir plataformes petrolíferes per 8 dòlars al dia. Quan el projecte es completa i tornen a Tampico, McCormick s'escapa sense pagar als homes.
Els dos rodamons es troben amb un ancià anomenat Howard (Walter Houston) en una pensió de mala mort. L'ex miner, loquaç i sense diners, els parla de la cerca d'or i dels perills si es fes ric. Dobbs i Curtin es troben amb McCormick en una cantina i, després d'una baralla al bar, cobren els seus salaris endarrerits. Quan a Dobbs li toca un petit premi en la loteria, ell, Curtin i Howard tenen prou diners per a comprar els subministraments que necessiten per a anar a buscar or a l'interior.
En sortir de Tampico amb tren, els tres ajuden a repel·lir un atac de bandits dirigit per "Gold Hat". Al nord de Durango, el trio s'endinsa en les remotes muntanyes de la Sierra Madre. Howard demostra ser el més dur i el que més sap dels tres. Després de diversos dies de viatge, Howard descobreix l'or que els altres havien passat de llarg.
Els homes treballen en condicions molt dures i acumulen una fortuna en or al·luvial. Però a mesura que l'or s'acumula, Dobbs desconfia cada vegada més dels altres dos. Els homes acorden dividir la pols d'or immediatament i ocultar les seves parts.
Curtin, durant un viatge de reproveïment a Durango, és descobert fent compres per un texà anomenat James Cody (Bruce Bennett). Cody segueix en secret a Curtin fins al campament. Quan s'enfronta als tres homes, aquests menteixen sobre el que estan fent allí, però ell no es deixa enganyar. S'atreveix a proposar-los que s'uneixin al seu equip i que comparteixin els futurs guanys. Howard, Curtin i Dobbs ho discuteixen i voten per matar-lo. Mentre anuncien el seu veredicte, pistola en mà, arriben Barret d'Or i els seus bandits. Diuen ser federals. Després d'un tibant debat, es produeix un tiroteig i Cody resulta mort. Una autèntica tropa de Federals apareix de sobte i persegueix a Gold Hat i la seva banda. Els tres cercadors examinen els efectes personals de Cody. Una carta d'una esposa afectuosa revela que intentava mantenir la seva família.
Howard és anomenat per a assistir als vilatans locals amb un nen petit greument malalt. Quan el nen es recupera, l'endemà, els vilatans insisteixen que Howard torni amb ells per a ser honrat. Howard deixa els seus béns amb Dobbs i Curtin i diu que es reunirà amb ells més tard. Dobbs i Curtin discuteixen constantment, fins que una nit Dobbs dispara a Curtin i s'emporta tot l'or. No obstant això, Curtin no està mort; aconsegueix arrossegar-se i amagar-se durant la nit.
En veure que Curtin ha desaparegut, Dobbs fuig, però és emboscat en una tolla per Golden Hat i els seus homes. Primer juguen amb ell i després el maten. Els bandits confonen les bosses de pols d'or amb sorra i es desfan del tresor, portant-se només els rucs i les provisions. L'or es dispersa pel fort vent. Mentrestant, Curtin és descobert pels indis i portat al poble d'Howard, on es recupera.
La banda de Barret d'Or intenta vendre els rucs robats al poble, però un nen reconeix les marques que porten (i la roba de Dobbs, que porten els bandits) i els denuncia a les autoritats. Els bandits són capturats i executats sumàriament pels federals.
Howard i Curtin tornen a Durango enmig d'una tempesta de pols amb l'esperança de reclamar el seu or, però troben les bosses buides. Al principi, commoguts per la pèrdua, primer Howard i després Curtin comprenen la immensa ironia de les seves circumstàncies, i esclaten en riallades. Howard decideix tornar al poble per a acceptar l'oferta d'una llar permanent i un lloc d'honor, mentre que Curtin embeni les seves propietats recuperades per a tornar als Estats Units, on buscarà a la vídua de Cody. Mentre Curtin marxa, la cambra es desplaça fins a un cactus que passa a cavall. Al costat d'ell hi ha una altra bossa buida.
En definitiva, la pel·lícula plasma magistralment la degradació de valors, com ara l'amistat o la companyonia, que succeïen en l'època de la "febre de l'or", i mostra a més que fins a la persona més honrada podia veure's empesa a cometre els crims més horribles en veure's superada per la seva cobdícia.

## Repartiment
- Humphrey Bogart - Fred C. Dobbs
- Walter Huston - Howard
- Tim Holt - Bob Curtin
- Bruce Bennett - James Cody
- Barton MacLane - Pat McCormick
- Alfonso Bedoya - Gold Hat
- Arturo Soto Rangel - El Presidente
- Manuel Dondé - El Jefe
- José Torvay - Pablo
- Margarito Luna - Pancho
- Robert Blake - noi mexicà que ven bitllets de loteria (sense acreditar)
- John Huston - americà a Tampico amb el vestit blanc (sense acreditar)
- Jack Holt - Flophouse Bum (sense acreditar)
- Julian Rivero - barber (sense acreditar)
- Jay Silverheels - guia indi a Pier (sense acreditar)
- Pat Flaherty - patró del bar (sense acreditar)
- Clifton Young - un altre Flophouse Bum (sense acreditar)

### Càsting

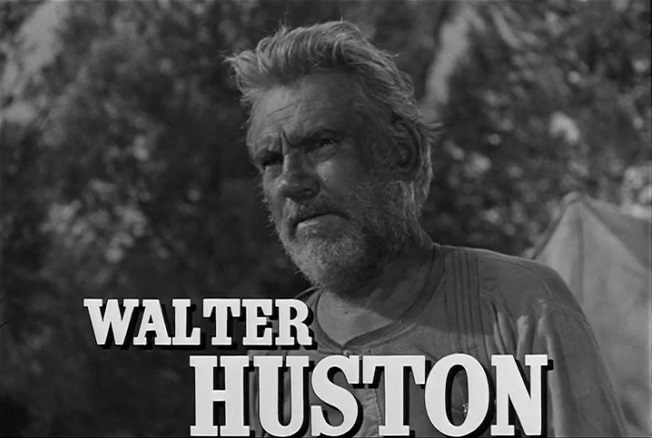
Walter Huston com Howard